# Emanuele Sborgia
Emanuele Sborgia (Pescara, 30 novembre 1981) è un pallavolista italiano.
Gioce nel ruolo di centrale.

## Carriera
La carriera di Emanuele Sborgia inizia nel 1996 nelle giovanili del Vianello Pescara Volley, dove resta fino al 2000; nella stagione 2000-01 fa il suo esordio nella pallavolo professionistica, vestendo la maglia delle 4 Torri Ferrara, in Serie A1, anche se la stagione successiva viene ceduto all'ASD Monselice Volley, con il quale disputa il campionato di Serie B1. Nella stagione 2002-03 torna alla squadra di Monselice dove resta per due annate.
Nella stagione 2004-05 viene ingaggiato dall'Südtirol Volley, in Serie A2, mentre la stagione successiva passa alla Pallavolo Pineto, dove resta per sei stagioni, ottenendo una promozione in Serie A1 al termine della stagione 2007-08 ed una retrocessione in Serie A2 al termine della stagione 2009-10.
Nella stagione 2011-12 gioca per la Pallavolo Chieti, in Serie B2, mentre nella stagione 2012-13, viene ingaggiato dalla Pallavolo Impavida Ortona, in serie cadetta.